# Palacio consistorial del III Distrito de París
El palacio consistorial del III Distrito de París es el edificio que, después de albergar los servicios municipales del III Distrito de París, desde 2020 acoge a los del I Distrito de París. Se encuentra en el número 2 de la rue Eugène-Spuller, frente a la Square du Temple.

## Historia
Fue construido entre 1864 y 1867, en el sitio de la torre del Temple, demolida en 1808. Fue diseñado por el arquitecto Victor Calliat y completado por Eugène-Alexandre Chat. De estilo neorrenacentista, adopta una planta en forma de "H". Su frontón está decorado con un escudo flanqueado por figuras de Comercio e Industria esculpidas en 1866 por Ernest Pasca. Encargado en 1883 a Diogène Maillart, los frescos La Parure de la Femme adornan el techo de la sala de espera, y La ciudad instruyendo a sus hijos adorna el de la gran escalera. El salón de bodas conserva una alegoría de La Ley pintada en 1893 por Achille Sirouy.
Se acometió una reforma en febrero del 2017, y en 2018, la rue Eugène Spuller se transformó para formar una explanada frente al edificio, eliminando la diferencia de nivel entre la calzada y la acera.